# Trachycaris rugosa
Trachycaris rugosa är en kräftdjursart som först beskrevs av Charles Spence Bate 1888.  Trachycaris rugosa ingår i släktet Trachycaris och familjen Hippolytidae. Inga underarter finns listade i Catalogue of Life.